# Arneštovice
Arneštovice település Csehországban, a Pelhřimovi járásban. Arneštovice Křelovice, Buřenice, Košetice, Hořepník és Rovná településekkel határos. Lakosainak száma 81 fő (2024. január 1.).

## Népesség
A település lakosságának változását az alábbi diagram mutatja:
| Lakosok száma | 237  | 245  | 265  | 165  | 101  | 88   | 82   | 86   | 87   | 81   |
|               | 1869 | 1900 | 1921 | 1961 | 1980 | 2011 | 2016 | 2019 | 2021 | 2024 |